# Карбонат меди(II)
Карбонат меди(II) — CuCO3, соль меди и угольной кислоты, внешняя составная часть патины.

## Физические свойства
Карбонат меди(II) — белое кристаллическое вещество со слабым зеленоватым оттенком (вследствие гидролиза), почти нерастворим в воде. При добавлении малого количества ионов карбоната образуется вещество яркого изумрудного цвета, а после переходит в бледно-зеленый.

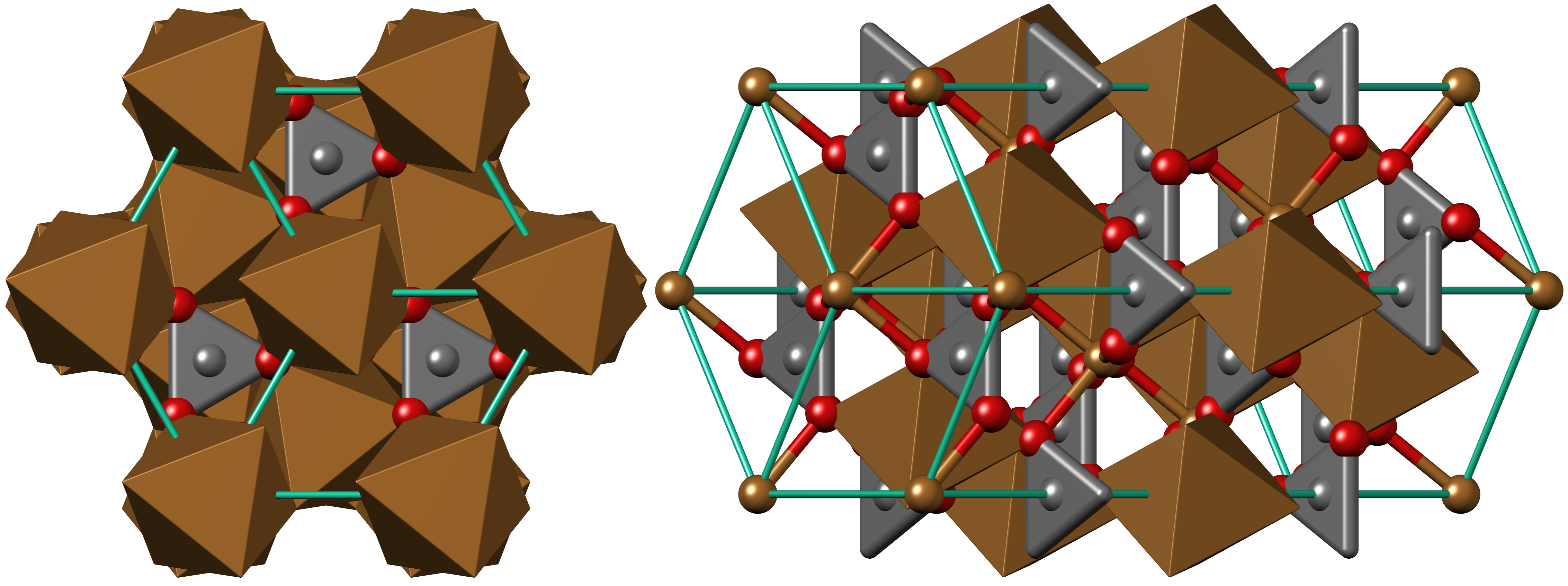
Кристаллическая структура карбоната меди (II)

## Получение
Непосредственно обменными реакциями в водных растворах между солями Cu(II) и растворимыми карбонатами других металлов карбонат меди получить нельзя. Вследствие сильного гидролиза выделяются гидроксокарбонаты (основные карбонаты) CuCO3·Cu(OH)2 и 2CuCO3·Cu(OH)2, соотношение которых зависит от температуры и концентраций реагентов:
{\displaystyle {\mathsf {2Cu(NO_{3})_{2}+2Na_{2}CO_{3}+H_{2}O\ \longrightarrow \ CuCO_{3}\cdot Cu(OH)_{2}\downarrow +4NaNO_{3}+CO_{2}\uparrow }}}
Средний карбонат меди СuСО3 получают обработкой основных карбонатов углекислым газом под давлением 4,6 МПа при 180 °С:
{\displaystyle {\mathsf {CuCO_{3}\cdot Cu(OH)_{2}+CO_{2}\ {\xrightarrow {4.6MPa,180^{o}C}}\ 2CuCO_{3}+H_{2}O\uparrow }}}

## Химические свойства
Карбонат меди(II) неустойчив и при нагревании разлагается:
{\displaystyle {\mathsf {CuCO_{3}\ {\xrightarrow {290^{o}C}}\ CuO+CO_{2}\uparrow }}}
Как и все карбонаты, он легко реагируют с кислотами с образованием соответствующих солей меди(II) и выделением диоксида углерода:
{\displaystyle {\mathsf {CuCO_{3}+H_{2}SO_{4}\ \longrightarrow CuSO_{4}+CO_{2}\uparrow +H_{2}O}}}
Водные растворы аммиака и цианидов металлов растворяют карбонат меди с образованием аммиакатов или цианокомплексов Cu(II):
{\displaystyle {\mathsf {CuCO_{3}+4NH_{3}\cdot H_{2}O\ \longrightarrow [Cu(NH_{3})_{4}]CO_{3}+4H_{2}O}}}
{\displaystyle {\mathsf {CuCO_{3}+4KCN\ \longrightarrow K_{2}[Cu(CN)_{4}]+K_{2}CO_{3}}}}

## Применение
Нормальный карбонат меди не нашёл какого-либо заметного применения, однако получили широкое применение более доступные и дешёвые гидроксокарбонаты меди. Их используют для получения других соединений меди; плотный малахит — ценный поделочный камень. землистый малахит и мелкие скопления чистого минерала используют для изготовления краски «малахитовая зелень». В в случае окисленных и смешанных руд, карбонат меди используют для получения меди. Азурит применяют для получения меди и как компонент пиротехнических составов, изготовления синей краски.